# The Walking Dead (mùa 7)
The Walking Dead (mùa 7) (tạm dịch: Xác sống mùa 7) là phần thứ 7 của series phim về đại dịch xác sống The Walking Dead, bắt đầu phát sóng vào ngày 23 tháng 10 năm 2016 và bao gồm 16 tập. Trước đó vào ngày 30 tháng 10 năm 2015, AMC đã xác nhận sẽ tiếp tục thực hiện Phần 7 của phim. Nhà chỉ đạo sản xuất chính của Phần 4, 5 và 6 trước đó, Scott Gimple tiếp tục quay lại để đảm nhận vị trí này. Nội dung của mùa phim chủ yếu được dựa trên các tập từ 17 đến 19 của bộ truyện tranh.
Tập đầu tiên của phần này, "The Day Will Come When You Won't Be" đạt lượng người xem là 17,03 triệu tại Mỹ, trở thành tập phim có lượng người xem cao thứ hai trong toàn bộ series chỉ sau tập đầu Phần 5.

## Tóm lược nội dung

### Tập 1:The Day Will Come When You Won't Be
Sau khi bị bắt lại bởi The Saviors, những gì Negan làm sẽ ám ảnh các thành viên trong nhóm Rick mãi mãi.

### Tập 2:The Well
Carol và Morgan được đưa đến một cộng đồng mới lạ, nơi tốt đẹp tới nỗi khó có thể là sự thực.

### Tập 3:The Cell
Thêm một cộng đồng mới khác xuất hiện, một nơi đầy ấn tượng và dường như có tất cả trong tay. Tuy nhiên, có một cái giá đi kèm.

### Tập 4:Service
Alexandria tiếp đón sự ghé thăm của một vị khách không mời.

### Tập 5:Go Getters
Sau những biến cố vừa xảy ra, một vài thành viên trong nhóm lên đường tới Hilltop.

### Tập 6:Swear
Tara khám phá ra một xã hội hoàn toàn mới. Nơi sinh sống, những luật lệ và nguyên tắc của xã hội này là điều chưa từng được thấy trước đây.

### Tập 7:Sing Me A Song
Một cái nhìn cụ thể, chi tiết hơn về cuộc sống của The Saviors tại căn cứ của họ được cho thấy trong tập. Cùng lúc đó, một vài cư dân của Alexandria ra ngoài tìm nhu yếu phẩm.

### Tập 8:Hearts Still Beating
Trong khi những thành viên đi kiếm nhu yếu phẩm chưa trở về, Negan lại tiếp tục ghé thăm Alexandria, mang theo sự hỗn loạn vượt ngoài tầm kiểm soát.

### Tập 9:Rock In The Road
Rick dẫn cả nhóm tới một cộng đồng mà họ chưa từng biết, nơi họ được gặp gỡ các cư dân và thủ lĩnh ở đây. Một gương mặt thân thuộc với cả nhóm cũng bất ngờ xuất hiện.

### Tập 10:New Best Friends
Đi tìm một cư dân Alexandria mất tích, Rick và đồng đội chạm trán một nhóm người sống sót bí ẩn và kỳ dị, không giống như bất kỳ cộng đồng nào mà họ từng gặp trước đây.

### Tập 11:Hostiles And Calamities
Một cư dân Alexandria phải tập làm quen với cuộc sống mới trong căn cứ của The Saviors.

### Tập 12:Say Yes
Một vài thành viên trong nhóm ra ngoài kiếm nhu yếu phẩm. Trong khi đó ở Alexandria, một người khác đang phải vô cùng đắn đo trước khi đưa ra một quyết định.

### Tập 13:Bury Me Here
Một nhóm cư dân The Kingdom tiếp tục cống nạp nhu yếu phẩm cho The Saviors. Tuy nhiên, lần giao dịch này không suôn sẻ như dự kiến.

### Tập 14:The Other Side
The Saviors bất ngờ ghé thăm Hilltop. Và lần này, chúng tới không chỉ lấy đi nhu yếu phẩm.

### Tập 15:Something They Need
Một nhóm các cư dân Alexandria lên đường tới một cộng đồng khác, sau khi một thành viên của nhóm phải đưa ra quyết định đầy đau lòng.

### Tập 16:The First Day Of The Rest Of Your Life
Nhóm Rick ngày một dấn thân vào rủi ro trong khi chuẩn bị cho một kế hoạch lớn.

## Thông tin cơ bản
|     | Tên tập                                | Biên kịch                             | Đạo diễn           | Ngày lên sóng | Lượng người xem (Mỹ) |
| --- | -------------------------------------- | ------------------------------------- | ------------------ | ------------- | -------------------- |
| 1.  | The Day Will Come When You Won't Be    | Scott Gimple                          | Greg Nicotero      | 23/10/2016    | 17.03 triệu          |
| 2.  | The Well                               | Matt Negrete                          | Greg Nicotero      | 30/10/2016    | 12.46 triệu          |
| 3.  | The Cell                               | Angela Kang                           | Alrick Riley       | 6/11/2016     | 11.72 triệu          |
| 4.  | Service                                | Corey Reed                            | David Boyd         | 13/11/2016    | 11.40 triệu          |
| 5.  | Go Getters                             | Channing Powell                       | Darnell Martin     | 20/11/2016    | 11.00 triệu          |
| 6.  | Swear                                  | David Leslie Johnson                  | Michael Satrazemis | 27/11/2016    | 10.40 triệu          |
| 7.  | Sing Me A Song                         | Angela Kang Corey Reed                | Rosemary Rodriguez | 4/12/2016     | 10.48 triệu          |
| 8.  | Hearts Still Beating                   | Matt Negrete Channing Powell          | Michael Satrazemis | 11/12/2016    | 10.58 triệu          |
| 9.  | Rock In The Road                       | Angela Kang                           | Greg Nicotero      | 12/2/2017     | 12.00 triệu          |
| 10. | New Best Friends                       | Channing Powell                       | Jeffrey F. January | 19/2/2017     | 11.08 triệu          |
| 11. | Hostiles And Calamities                | David Leslie Johnson                  | Kari Skogland      | 26/2/2017     | 10.42 triệu          |
| 12. | Say Yes                                | Matt Negrete                          | Greg Nicotero      | 5/3/2017      | 10.16 triệu          |
| 13. | Bury Me Here                           | Scott Gimple                          | Alrick Riley       | 12/3/2017     | 10.68 triệu          |
| 14. | The Other Side                         | Angela Kang                           | Michael Satrazemis | 19/3/2017     | 10.32 triệu          |
| 15. | Something They Need                    | Corey Reed                            | Michael Slovis     | 26/3/2017     | 10.54 triệu          |
| 16. | The First Day Of The Rest Of Your Life | Scott Gimple Angela Kang Matt Negrete | Greg Nicotero      | 2/4/2017      | 11.31 triệu          |

## Dàn diễn viên
| - Andrew Lincoln vai Rick Grimes - Norman Reedus vai Daryl Dixon - Steven Yeun vai Glenn Rhee - Lauren Cohan vai Maggie Greene - Chandler Riggs vai Carl Grimes - Danai Gurira vai Michonne - Melissa McBride vai Carol Peletier - Michael Cudlitz vai Abraham Ford - Lennie James vai Morgan Jones - Sonequa Martin-Green vai Sasha Williams - Alanna Masterson vai Tara Chambler - Josh McDermitt vai Eugene Porter - Christian Serratos vai Rosita Espinosa - Jeffrey Dean Morgan vai Negan - Seth Gilliam vai Gabriel Stokes - Ross Marquand vai Aaron - Austin Nichols vai Spencer Monroe - Austin Amelio vai Dwight - Tom Payne vai Paul Rovia - Xander Berkeley vai Gregory | - Chloe & Sophie Garcia-Frizzi vai Judith Grimes - Daniel Newman vai Daniel - Cooper Andrews vai Jerry - Kerry Cahill vai Dianne - Joshua Mikel vai Jared - Jayson Warner Smith vai Gavin - Jason Burkey vai Kevin - Macsen Lintz vai Henry - Carlos Navarro vai Alvaro - Không rõ vai Colton - Michael Scialabba vai Gordon - Joshua Hoover vai Joseph - Tim Parati vai Emmett Carson - Lindsley Register vai Laura - Ricky Russert vai Chris - Elizabeth Ludlow vai Arat - Jordan Woods-Robinson vai Eric Raleigh - Ted Huckabee vai Bruce - Dahlia Legault vai Francine - Mandi Christine Kerr vai Barbara - David Marshall Silverman vai Kent - Vanessa Cloke vai Anna - Martinez vai David - Mike Seal vai Gary - Robert Walker-Branchaud vai Neil - Curtis Jackson vai Bob Miller - R. Keith Harris vai Harlan Carson - James Chen vai Kal - Peter Zimmerman vai Eduardo - Briana Venskus vai Beatrice - Karl Funk vai Neil - Nicole Barré vai Kathy - Mimi Kirkland vai Rachel - Brian F. Durkin vai George - Miya Golden vai Huck - Aerli Austen vai Isabelle - Autumn Dial vai Amber - Elyse Nicole DuFour vai Frankie - Chloe Aktas vai Tanya - Griffin Freeman vai Mark - Karen Ceesay vai Bertie - Ilan Srulovicz vai Wesley - Brett Gentile vai Freddie - Jeremy Palko vai Andy - Sabrina Gennarino vai Tamiel - Gino Crognale vai Winslow - Gina Stewart vai Gina - Nadine Marissa vai Nabila - Brian Stapf vai Roy - Kevin Patrick Murphy vai Người đàn ông - Noah Benjamin vai Thành viên The Saviors - Tyshon Freeman vai Thành viên The Saviors - Stephan Jones vai Thành viên The Saviors - Jacqueline Fleming vai Cư dân Oceanside - Lane Carlock vai Cư dân Oceanside | - Katelyn Nacon vai Enid - Steven Ogg vai Simon - Khary Payton vai Ezekiel - Logan Miller vai Benjamin - Karl Makinen vai Richard - Christine Evangelista vai Sherry - Ann Mahoney vai Olivia - Jason Douglas vai Tobin - Kenric Green vai Scott - Corey Hawkins vai Heath - Deborah May vai Natania - Sydney Park vai Cyndie - Thomas Francis Murphy vai Brion |

## Đánh giá
Phần 7 của The Walking Dead nhận được phản hồi ổn từ giới phê bình. Trên trang Rotten Tomatoes, có 61% trong số 11 bài đánh giá về mùa phim này mang tính tích cực (điểm trung bình mỗi tập là 77%). Nhận xét ngắn gọn mà trang này đưa ra là: "Việc đi sâu vào khai thác nhân vật cũng như mở rộng thế giới nơi các nhân vật đang sống (trong phần này) đã giúp The Walking Dead lược bỏ được sự phụ thuộc nhàm chán vào những cảnh bạo lực thái quá và vô cớ".

## Bên lề
- Phần 7 này là phần có nhiều tập phim được kéo dài thời lượng phát sóng nhất từ trước đến nay với tổng cộng 12 tập. 4 trong số đó có thời lượng phát sóng là 90 phút bao gồm "Service", "Sing Me A Song", "Hearts Still Beating" và "The First Day Of The Rest Of Your Life". Các tập còn lại có thời lượng được kéo dài thêm một vài phút.
- Dàn diễn viên chính của mùa phim này có một số sự thay đổi:
  - Mặc dù đã là diễn viên chính từ Phần 5, tên của Alanna Masterson (Tara Chambler), Josh McDermitt (Eugene Porter) và Christian Serratos (Rosita Espinosa) lần đầu được đưa lên đoạn intro đầu phim (kể từ tập "The Well") thay vì được liệt tên trong mục "Also Starring" như trước đây.
  - Seth Gilliam (Gabriel Stokes) vẫn được liệt kê tên trong mục "Also Starring" mặc dù đã là nhân vật chính kể từ Phần 5.
  - Ross Marquand (Aaron) và Austin Nichols (Spencer Monroe) vẫn được liệt kê tên trong mục "Also Starring" mặc dù đã là nhân vật chính kể từ Phần 6.[20]
  - Sau khi xuất hiện trong Phần 6 với tư cách là vai định kỳ/khách mời, cả Jeffrey Dean Morgan (Negan), Austin Amelio (Dwight), Tom Payne (Paul Rovia) và Xander Berkeley (Gregory) đều đã được đưa lên làm diễn viên chính trong Phần 7 này.[21]
    - Tên của Jeffrey Dean Morgan được đưa lên đoạn intro đầu phim trong khi Austin Amelio, Xander Berkeley và Tom Payne được liệt kê tên trong mục "Also Starring".[22]

  - Sau cái chết của Abraham Ford và Glenn Rhee trong "The Day Will Come When You Won't Be", tên của Michael Cudlitz và Steven Yeun bị gỡ khỏi đoạn intro đầu phim trong các tập sau đó.
- Với những thay đổi trên, đây là mùa phim đầu tiên có số lượng tên diễn viên chính trong đoạn intro đầu mỗi tập vượt quá con số 10, với 11 người trong tập "The Day Will Come When You Won't Be" và 12 người kể từ tập "The Well" trở đi.
- Mặc dù một số trang tin thông báo trước đó rằng Khary Payton, người thủ vai nhân vật Ezekiel xuất hiện lần đầu trong tập thứ hai cũng được đưa lên làm diễn viên chính trong Phần 7 này, thực tế thì tên của nam diễn viên này chỉ được liệt kê trong mục "Also Starring" và chỉ được credit trong những tập mà nhân vật của anh ấy xuất hiện.[23]
- Đây là mùa phim đầu tiên có một số cảnh và một số tập phim được phát hành phiên bản chưa được kiểm duyệt trong DVD do liên quan đến vấn đề chửi thề và bạo lực của nhân vật Negan, dẫn đến việc không được phát trực tiếp trên truyền hình.
- Đây là mùa phim đầu tiên có một poster quảng bá không có hình ảnh của Rick Grimes, cụ thể là poster của nửa đầu mùa phim với hình ảnh của Negan.
- Đây là mùa phim thứ 2 mà Robert Kirkman không viết kịch bản bất cứ tập phim nào.
- Đây là mùa phim đầu tiên mà Rick Grimes có tổng số tập xuất hiện chỉ ngang bằng hoặc ít hơn cả nhân vật khác, khi mà anh chỉ xuất hiện trong 10/16 tập. Nhân vật có tổng số tập xuất hiện nhiều nhất trong mùa này là Rosita với 11/16 tập.
- Đây là mùa phim có số nhân vật chết do bị xác sống cắn ít nhất với chỉ 1 người.[24]